# مسجد نقشينة بيدغل
مسجد نقشينة بيدغل هو مسجد تاريخي يعود إلى عصر الدولة التيمورية والدولة الصفوية والقاجاريون، ويقع في أران وبيدغل.